# 石井漠

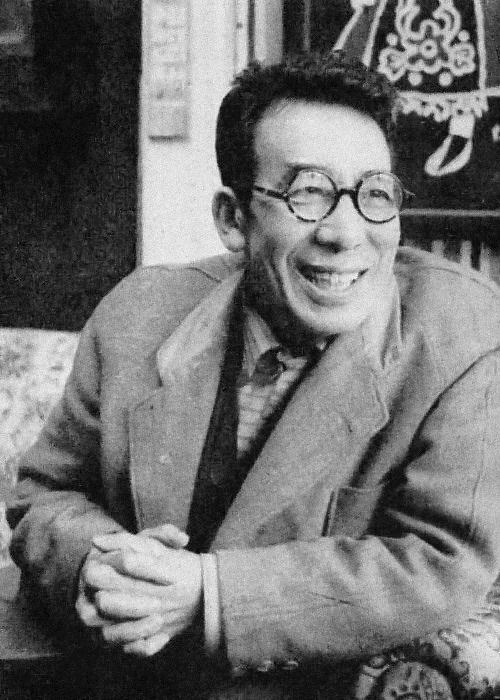
石井漠

石井 漠（いしい ばく、本名：忠純、1886年12月25日 - 1962年1月7日）は、日本の舞踊家、ダンサーである。いずれも作曲家の石井歓、石井眞木は息子、石井五郎は弟。また現代舞踊家の石井登は孫。舞踊家の石井武は曾孫である。

## 来歴・人物
1886年（明治19年）、秋田県山本郡下岩川村（のちの山本町、現三種町）に石井龍吉・ハツ夫妻の長男として生まれた。1893年（明治26年）、下岩川尋常小学校に入学、吃音の友人の口真似をしているうちに自らも吃音となる。1897年（明治30年）に森岳尋常小学校の高等科に入学したが、友人との交流を優先して学業を怠るようになった。これを問題視した父の龍吉は、石井を能代港町の渟城尋常高等小学校の高等科に転校させ、能代の親戚の家から通学させた。
1901年（明治34年）に秋田県立秋田中学校（現在の秋田県立秋田高等学校）に入学、学生寮で寮生活を送るが、落第から1年の延長教育となった。卒業予定の1906年11月、同校で教鞭をとっていた青柳有美の影響から、校内ストライキ(同盟休校事件)に連座して同校を退学となる。
作曲家を志望して、1909年（明治42年）に上京。押しかけ弟子として大町桂月や小松耕輔の門を叩いたが、受け容れられず。吃音経験のあった桂月の紹介で、伊沢修二経営の楽石社で乞音矯正を行う。その後に中村千代松の紹介で、同郷で流行作家と言われた小杉天外の書生となり、雑誌『無名通信』などを一時期手伝うが、摩擦から天外の家を去る。
程なく三島霜川の家の居候となり、創作活動が低迷していた三島の家で、中村武羅夫や加藤武雄と交友した。小説の修業をしたが自らの文学的才能に見切りをつけ、三島の家に同居したまま1910年（明治43年）9月に帝国劇場管弦楽団の団員見習いとなる。しかし、帝国劇場から貸与されたヴァイオリンを三島により無断で入質された上、そのことが帝国劇場側に露見したため、2ヶ月で見習いをクビになる。
三島の家を出た石井は友人の水守亀之助や加藤武雄の家に転がり込んで生活していたが、1911年、帝国劇場の歌劇部開設に伴い、楽団員の同情ある働きかけで、見習い第1期生として歌劇部に入部。石井林郎の芸名で稽古に入り、端役ではあったが、1912年（明治45年）2月の「熊野」ではじめての舞台を務めた。歌劇部を卒業後、1914年（大正3年）2月に帝劇の俳優となる。三浦環に美声を認められ帝劇歌劇で活躍したが、ロンドンから招聘したイタリア人マイム指導者ジョヴァンニ・ヴィットリオ・ローシーの厳しい指導に反発して反撃したことから、帝劇を解雇され、その後、浅草オペラなどで活躍したが　1948年、伊福部昭作曲の『さまよえる群像』での振付で 帝国劇場に復帰する。その後、同作曲家の1953年の作品「人間釈迦」では石井の最高傑作として高い評価を受ける。

### 舞踊
山田耕作の協力で創作舞踏へ転身、新婚の夫人と居を別にして、赤坂の東京フィルハーモニー練習所に起居しながら集中した練習に取り組んだ。石井林郎改め、石井漠の芸名で1916年（大正5年）6月から小山内薫の「新劇場」第1回公演・第2回公演に出演した。黎明期の宝塚歌劇団等の指導も経て、山田耕筰らと組んで1916年に舞踊詩運動を起こすなど、日本人にとっての新しい舞踊という境地を大きく切り拓いた。

### 渡欧
1922年、義妹の石井小浪とともに、欧州や米国に渡り、現代舞踊を研究。日本において「モダンダンス」の先覚者となる。1923年4月、ベルリンの「ブリュトナー・ザール」で舞踊家としてデビュー。マリー・ヴィグマンのノイエタンツ、タンツテアター学び、チェコ、ポーランド、フランス、ベルギー、米国で公演。1925年、ドイツ映画「血と力への道」に出演。

### 帰国
1925年4月3日、帰国。1927年3月25日公開、直木三十五監督映画『一寸法師』（脚本：直木三十五、共同監督：志波西果、原作：江戸川乱歩、製作：連合映画芸術家協会）に出演。1928年、自由が丘に石井漠舞踊研究所を開設。1942年11月5日夜、日比谷公会堂において、舞踊生活30年記念公演として高村光太郎の詩「地理の書」による新作舞踊を発表する。作曲・石井五郎、朗読・南部邦彦、合唱・玉川学園合唱隊、石垣蓉子、李彩娥ら10人の踊り手による。1955年、栄典制度改正により新設された紫綬褒章の第1号受章者となった。主な弟子に大野一雄や崔承喜、石井みどりらがいる。慢性甲状腺炎のため、1962年1月7日に東京神田の杏雲堂病院で死去。75歳没。葬儀委員長は車椅子に乗った山田耕作。墓所は世田谷区九品仏浄真寺。

### 舞台作品
- 1942年11月5日、舞踊生活30年記念公演高村光太郎の詩「地理の書」初演。石井五郎作曲　日比谷公会堂
- 1948年『さまよえる群像』 伊福部昭作曲　帝国劇場
- 1953年『人間釈迦』伊福部昭作曲　日比谷公会堂

### 受賞歴
- 1950年「スフインクスの謎」文部大臣賞、長男の歓作曲
- 1954年「人間釈迦」芸術祭賞（文部大臣表彰）を受賞
- 1955年　第1回紫綬褒章

## エピソード
- 終戦直後の門下からは、女優の松島トモ子らを輩出。稽古場で撮影された映画館用ニュース「小さな豆バレリーナ」に写っていた当時4歳の松島トモ子を、阪東妻三郎がスカウトした話は有名。多数の門下生の中、女優では黒柳徹子も在籍していたことがある。早野凡平夫人の印南明美も門下生であり、東京演芸協会などでタップダンサーとして活動した。
- 漠は東京都目黒区にある「自由が丘」の地名の名付け親でもあり、女神像の台座には、当時の関係各位の熱望により、漠の書が刻まれている。
- 一番弟子である石井みどりは、1913年宇都宮生まれ。宇都宮高等女学校卒業後、1930年に石井漠舞踊研究所へ入門し、1936年石井みどり舞踊研究所を設立。戦前は北支南方へ渡った経験もあり、1946年に設立された芸術舞踊家協会常任理事、全国舞踊コンクール審査員などを務めた[6]。

## 著書
- 『舞踊の本質と其創作法』人文会, 1927
- 『世界音楽全集 第30巻  舞踏音楽集』編 春秋社, 1931
- 『石井式舞踊体操』玉川学園出版部, 1932
- 『舞踊芸術』玉川学園出版部, 1933 大空社, 1990.2
- 『子供の舞踊』フレーベル館, 1936　大空社, 1988.4
- 『舞踊の基本と創作』(児童学芸叢書) シンフオニー楽譜出版社, 1938
- 『皇軍慰問北支から中支へ』日本教育資料刊行会, 1939
- 『私の顔 随筆』モダン日本社, 1940
- 『世界舞踊芸術史』玉川学園出版部, 1943
- 『舞踊さんまい』右文社, 1947
- 『舞踊表現と基本指導』啓文館, 1951
- 『私の舞踊生活』大日本雄弁会講談社, 1951
- 『おどるばか』産業経済新聞社, 1955

共編
- 『玉川百科大辞典 第20 音楽・舞踊・演劇・映画』野村良雄,河竹繁俊共編 誠文堂新光社, 1961

## 関連書籍
- 山野辺貴美子『をどるばか 人間石井漠』宮坂出版社, 1962
- 石井歓『舞踊詩人石井漠』未来社, 1994.6
- 緑川潤『舞踊家石井漠の生涯』(んだんだブックレット. ノンフィクション講座) (んだんだライブラリー) 無明舎出版, 2006.1